# Foieni
Foieni (in ungherese Mezőfény, in tedesco Fienen) è un comune della Romania di 1 854 abitanti, ubicato nel distretto di Satu Mare, nella regione storica della Transilvania.